# Mitología occidental
Mitología occidental  (en inglés Occidental Mythology) es el tercer volumen correspondiente a la tetralogía sobre mitología comparada Las máscaras de Dios escrita por el mitólogo, escritor y profesor estadounidense Joseph Campbell.

## Contenido
Escrito en 1964, Mitología occidental explora el desarrollo de la mitología occidental estableciendo una comparación sistemática de los temas que subyacen al arte, el culto y la literatura del mundo occidental.
Campbell examina las mitologías que florecieron al oeste de Irán, desde las antiguas culturas de la zona ribereña de Mesopotamia y Egipto hasta aquellas más cercanas como la helena o la romana.
El estudio comparado permite observar cómo, en occidente, el fundamento del ser se personifica en un creador, cuya criatura es el hombre, y cómo la función superior del mito y el ritual, frente a la concepción oriental, menos personalista, es establecer formas de relación de Dios con el hombre y del hombre con Dios.
El volumen se organiza en cuatro grandes partes:
1. La edad de la Diosa.
2. La edad de los héroes.
3. La edad de los grandes clásicos.
4. La edad de las grandes creencias.

A lo largo de las mismas muestra un periplo por los arquetipos presentes en los ritos, el arte y la literatura desde las antiguas cosmologías y mitologías de la Diosa madre a la Europa renaciente de los mitos celtas y germánicos, pasando por los héroes-conductores-profetas de la Biblia, por la mitología griega, el helenismo y la Gran Roma o por el diálogo entre la Europa heleno-aria y el Levante mediterráneo y semítico, entre la cruz y la media luna.

## Edición en castellano
- Campbell, Joseph (2018). Las máscaras de Dios. Volumen III. Mitología occidental. Traducción Isabel Cardona, revisión Santiago Celaya, 744 páginas. Colección Memoria mundi, cartoné (Tercera edición). Vilaür: Ediciones Atalanta. ISBN 978-84-947297-4-4.
- Campbell, Joseph (1992). Las máscaras de Dios. Mitología occidental. Traducción Isabel Cardona (descatalogado). Madrid: Alianza Editorial. ISBN 978-84-206-9623-2.

- Datos: Q29033435